# 대반호
대반호(大─湖, 독일어: Großer Wannsee, 과거 명칭 바넨호(Wannensee))는 독일 베를린의 하펠강을 따라 존재하는 만이자 호수이다.

## 위치
대반호는 베를린 남서부 슈테글리츠첼렌도르프구의 반제(Wannsee) 지역 서쪽에 있으며, 해당 구역은 이 호수에서 이름을 따 왔다. 수문학적으로는 베를린 시내를 흐르는 하펠강의 만이다. 슈판다우구의 피헬스도르프에서 시작하여 포츠담 자크로 인근 융페른호까지 진행되는 클라도 수로(Kladower Seestrecke)의 일부이다. 해당 수로는 슈판다우 요새에서 피헬스도르프 합류점(Pichelsdorfer Gemünd)으로 이어지는 하펠강의 좁아지는 부분에서 시작하며, 자크로 일대에서 하펠강이 다시 좁아지는 부분에서 끝난다. 반호(Wannsee)라는 이름은 주로 대반호를 가리키며, 그리브니츠 운하(Griebnitzkanal) 끝에 위치하여 반제교 근처에서 합류하는 소반호에는 해당 명칭이 사용되지 않는다.
길이는 2.53 km이며 독일 연방수로의 하부 하펠수로(Untere Havel-Wasserstraße)에서는 4등급으로 분류되어 있다. 수로 관리는 슈프레하펠 수로 및 선박 통행로청(Wasserstraßen- und Schifffahrtsamt Spree-Havel) 담당한다.
베를린의 반제 구역은 하펠강, 대반호, 그리브니츠운하, 폴레호(Pohlesee), 슈퇼프헨호(Stölpchensee), 그리브니츠호(Griebnitzsee), 글리니케호(Glienicker Lake)로 둘러싸여 있다. 하펠강 북쪽으로 슈바넨베르더섬(Schwanenwerder)이 있으며, 서쪽 8 km 떨어진 지점에 공작새섬(Pfaueninsel)이 있다.
반제 수영장(Strandbad Wannsee)은 호수 동안의 북쪽에 위치해 있으며 행정 구역으로는 니콜라스제(Nikolassee) 구역에 위치해 있다. 호안을 따라서 암 그로센 반제(Am Großen Wannsee) 도로가 설치되어 있다.

## 역사
최초로 기록에 등장하는 것은 1381년 Wansa, 1591년 (Wanse)였다. 이름의 어원은 슬라브어파 언어로 뱀의 호수이다. 19세기 말부터 20세기 초반에 휴양지로 개발되기 시작되었으며, 금융업 종사자들의 교외 거주지로 개발되었다. 1874년에 개통된 반제선을 통해서 베를린 시내와 연결되며, 1907년에 개업한 반제 수영장은 베를린 시민들이 즐겨찾는 곳이기도 하다.
1951년 코르넬리아 프로뵈스의 노래에도 등장한다.
Pack die Badehose ein, nimm dein kleines Schwesterlein

und dann nischt wie raus nach Wannsee.

Ja, wir radeln wie der Wind, durch den Grunewald geschwind

und dann sind wir bald am Wannsee
대베를린이 성립된 1920년 이후 베를린 시계 근처에 위치하게 되었으나, 자연 환경은 크게 변하지 않았다. 제2차 세계 대전 이후 근처에 있었던 택지 개발의 밀도가 약간 증가했다. 종전 직후에는 미국령에 속해 있었다. 1961년부터 1989년까지 베를린 장벽으로 고립되어 있었던 서베를린의 자연 휴양 지구로도 기능했고, 특히 건축유산으로 지정된 일대 건물과 FKK 구역은 서베를린 시민들의 하계 주말 여행지로도 인기가 있었다.
호수 수역 내, 하펠강, 그리브니츠운하를 따라서 포츠담, 베르더, 테겔 방면으로의 수운 노선이 개설되어 있다. 호수 남단의 반제교 인근에 선착장이 있으며 베를린 반제역에 인접해 있다. 해당 선착장에서는 대중교통의 일부로 하펠강의 반대편에 있는 클라도 구역을 잇는 베를린 페리 F10 노선이 기항한다.
1942년 1월 20일 반호 서안에 있는 에른스트 마를리어(Ernst Marlier) 저택에서는 나치 독일 고위 간부와 국가사회주의독일노동자당 고위 간부가 모여서 유대인 문제에 대한 최종 해결책의 구체적인 시행 방안을 논의했다. 해당 해담은 반제 회담으로 알려졌으며, 회담이 개최된 저택은 박물관으로 사용하고 있다.

## 스포츠
반호에는 범선, 조정, 윈드서핑 스포츠 클럽이 위치해 있다.

## 같이 보기
- 독일의 호수 목록
- 베를린의 호수 목록

## 참고 문헌
- Michael Stoffregen-Büller: Uferblicke. Geschichten rund um den Wannsee, Nicolai Verlag, Berlin 2014, ISBN 978-3-89479-879-6.